# Dichotomius favi
Dichotomius favi är en skalbaggsart som beskrevs av Kohlmann och M. Alma Solis 1997. Dichotomius favi ingår i släktet Dichotomius och familjen bladhorningar. Inga underarter finns listade i Catalogue of Life.